# Errores Gazariorum

Les Errores Gazariorum est le nom d'un traité rédigé par un auteur anonyme vers 1430 et 1440 constituant une des premières tentatives de théorisation du concept de sorcellerie dans le cadre des chasses aux sorcières. Il est rédigé par un auteur anonyme qui est vraisemblablement un inquisiteur valdôtain et aborde pour la première fois la notion de sorcières volant sur un balai pour se rendre au sabbat,. Parmi les auteurs supposés de ce manuscrit, Martine Ostorero suggère l'inquisiteur franciscain Ponce Feugeyron.

## Description
Le titre complet de ce traité est Errores Gazariorum seu illorum qui scopam seu baculum equitare probantur, soit en français : Les erreurs des "hérétiques", soit de ceux qui se déplacent en chevauchant un balai ou un bâton.

### Origine des manuscrits

#### Manuscrit de Bâle
On connait ces Errares Gazariorum d'abord par une édition des textes par Johan Hansen au début du XXe siècle, dans lequel on trouve une transcription des textes. L’éditeur s'est appuyé sur un manuscrit « A II 34 » contenant des traités du concile de Bâle de la bibliothèque universitaire de Bâle, dont la datation correspond à la durée du concile, soit située entre 1431 et 1449.
Le texte concerne plus spécialement la question hussite, mais ne peut pas être daté plus précisément que pendant la durée du concile (1431 — 1449). Comme l'auteur des Errores Gazariorum se réfère précisément à des procédures juridiques et que Johan Hansen identifie deux lieux comme étant ceux de Chambéry et Vevey, Hansen estime que l'auteur est un inquisiteur et qu'il a dû assister ou mener des procès dans ces deux lieux.

#### Manuscrit palatin
Pierrette Paravy trouve un autre manuscrit des Errores Gazariorum  le Vat. lat. 456 à la Bibliothèque vaticane vers la fin des années 1970. Il comporte des différences avec le premier, notamment en ce qui concerne les lieux cités. La datation peut être réévaluée entre 1431 et 1437, car le manuscrit fait partie d'une retranscription résumée et chronologique des sessions du concile de Bâle.

## La problématique du vol nocturne
Le manuscrit fait référence aux « Gazarii », dénomination italienne utilisée pour qualifier les hérétiques.
La particularité première des Errores Gazariorum est que le titre fait référence au balai ou au bâton que les sorcières utilisent supposément pour se rendre au sabbat, mais que le reste du texte n'en fait ensuite plus mention. En effet la place du vol est plus qu'ambigüe dans les Errores et apparaît de manière indirecte uniquement : le sorcier doit se "hater" de se rendre à la "synagogue" ; la transmission de l'onguent et du bâton revête plus du caractère initiatique que du vol magique ; l'auteur en décrivant l'onguent qui permet de se rendre au sabbat insiste davantage sur la fabrication et sa composition que sur le vol lui même. Aussi le vol nocturne n'est jamais explicite dans le texte.
La possibilité du vol nocturne des sorcières avait été niée par Reginon de Prüm dans le Canon Episcopi rédigé en 906, ce dernier y affirmant que les femmes qui prétendent chevaucher des animaux en volant la nuit avec la déesse Diane sont victimes d'illusions, tout comme ceux qui y croient. Ce texte avait eu une forte résonance dans l'Église. Cette négation de la possibilité du vol nocturne est combattue dans l'argumentaire des instigateurs de la chasse aux sorcières, ce qui les oppose dans un premier temps au scepticisme des autorités religieuses.
Dans le Formicarius de Johannes Nider (rédigé entre 1436 et 1438 et publié en 1475), l'auteur évoque par l'exemplum le cas d'une vieille femme qui se fourvoie en pensant voler dans les airs pour rejoindre Diane, faisant écho au texte de Prüm. Nider raconte comment un moine dominicain dévoile la supercherie derrière cette affirmation, en demandant à la femme d'assister à l'opération. S'étant au préalable enduite d'un onguent, elle s'endort, installée d'une manière scabreuse sur une chaise placé elle même sur un sceau. Se réveillant en sursaut de son rêve, elle tombe de sa chaise amenant le moine à confirmer qu'elle ne s'est jamais déplacée, mais qu'elle a simplement eut cette illusion par le song.
Selon Christine Planté et Catherine Chène, dans ce récit se trouvent liées les thématiques du vol nocturne et du plaisir sexuel (jubilum), qui viendront par la suite renforcer les récits de sorcières se rendant au sabbat en volant pour s'y livrer à des orgies notamment sexuelles.
Entre 1428 et 1431, Hans Fründ écrit une chronique des évènements concernant les procès de sorcellerie dans le Valais de 1428 et évoque les vols nocturnes comme une réalité. Il indique que les sorcières se rendent dans les caves des particuliers afin de les piller en volant à l'aide de tabouret enduites d'un onguent magique que le «mauvais esprit» leur apprend à fabriquer.
Dans le Fortalitium Fidei de Alphonsus de Spina de 1458 ou 1459 le vol nocturne est à nouveau évoqué. C'est la croyance en ce vol nocturne qui est décrite comme diabolique, avec pour conséquence directe de pouvoir condamner pour sorcellerie toute personne qui avouerait s'être transportée par les airs, que la chose fut réelle, ou non. Cette fois-ci le tort des personnes incriminées serait d'invoquer le diable pour se rendre dans un endroit, de s'enduire d'un onguent, puis de s'endormir, le «transport» ayant lieu dans le sommeil en imagination sans que le corps physique ne change de place.